# شهرستان نووه میاستو
شهرستان نووه میاستو (به لهستانی: Powiat Nowe Miasto) یک شهرستان در لهستان است که در استان وارمی-ماسوری واقع شده‌است. شهرستان نووه میاستو ۶۹۵٫۰۱ کیلومتر مربع مساحت و ۴۳٬۳۸۸ نفر جمعیت دارد.